# La danza delle streghe
La danza delle streghe è un singolo di Gabry Ponte pubblicato nell'ottobre del 2003.

## Descrizione
La musica è tratta nel sapore allegorico da Ballo In Fa Diesis Minore  di Angelo Branduardi.
La melodia invece è completamente ricalcata dal "Lacrymosa" della Messa da Requiem di Giuseppe Verdi.